# Barnes Peak
Barnes Peak är en bergstopp i Antarktis. Den ligger i Östantarktis. Nya Zeeland gör anspråk på området. Toppen på Barnes Peak är 3 360 meter över havet, eller 641 meter över den omgivande terrängen. Bredden vid basen är 3,9 km.
Terrängen runt Barnes Peak är varierad. Trakten är obefolkad. Det finns inga samhällen i närheten.